# Морске оргуље
Морске оргуље су архитектонски објекат у Задру и експериментални музички уређај, код којих, за разлику од обичних оргуља које се погоне меховима или ваздушним пумпама, енергију даје море, односно његови таласи. Кад нема енергије односно таласа, нема ни звука или мелодије.